# Хефнер, Хью
Хью Марстон Хефнер (англ. Hugh Marston Hefner; 9 апреля 1926, Чикаго — 27 сентября 2017, Лос-Анджелес) — американский издатель, основатель и шеф-редактор журнала «Playboy», а также основатель компании «Playboy Enterprises». Прозвище — Хеф.

## Биография
Родился 9 апреля 1926 года в Чикаго. Мать — Грейс Кэролайн Суонсон, отец — Гленн Лусиус Хефнер. Окончил школу в Чикаго, после чего в 1944 году пошёл в армию, воевал в последние месяцы Второй мировой войны. После армии окончил психологический факультет Университета Иллинойса в Урбане-Шампэйн. Идеи для журнала Playboy появились ещё в студенческие годы, когда Хефнер увлёкся издательским делом. Подрабатывал редактором журнала Shaft, рисовал карикатуры для журналов. 25 июня 1949 года женился на Милдред Вилльямс. Их брак продлился 10 лет. В 1952 году у них родилась дочь Кристи, в 1955 году — сын Дэвид Пол.
Позже работал в рекламном отделе журнала Esquire, но вскоре уволился из-за отказа в повышении зарплаты. С этого момента Хефнер начинал собирать деньги для создания собственного журнала. Он заработал $600 на кредитовании, занял $8000 у инвесторов, а также $1000 у собственной матери и начал работу. Рабочим названием журнала было Stag Party («Мальчишник»), но Хефнер отказался от этого названия, чтобы не вступить в конфликт с существующим на тот момент «мужским журналом» Stag Magazine. В декабре 1953 года вышел первый выпуск журнала Playboy с Мэрилин Монро на обложке тиражом 70000 экземпляров. Хью Хефнер сомневался в том, что за первым выпуском последует второй, и даже решил не ставить номер на обложку своего журнала. Но дело пошло — за первую неделю было продано три четверти тиража. Начиналась сексуальная революция.
Со временем Хью Хефнер поднял престиж своего журнала на такую высоту, что публиковать свои произведения в нём соглашались Джон Апдайк, Курт Воннегут и Том Клэнси, среди интервьюируемых были Деннис Родман, Томми Хилфигер, Кевин Спейси, Джон Траволта и Билл Гейтс, а фотографироваться для журнала давали согласие Катарина Витт, Синди Кроуфорд, Наоми Кэмпбелл, Шэрон Стоун и многие другие звёзды.

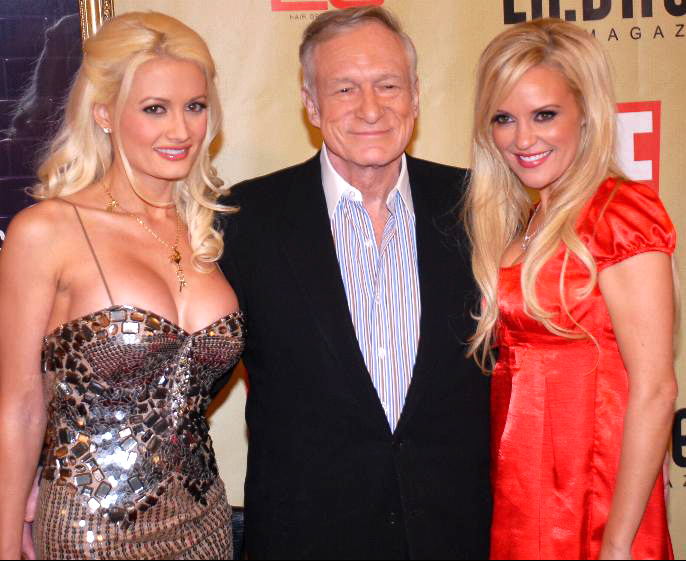
Холли Мэдисон, Хью Хефнер и Бриджет Марквардт 2007 год

В 1959 году Хью развёлся с Милдред Вилльямс и последующие 30 лет жил холостяком, хотя у него были постоянные отношения со многими девушками. В 1985 году в возрасте 59 лет пережил инсульт. В 1989 году женился на модели Кимберли Конрад, с которой прожил также 10 лет, и в браке с которой у них 4 сентября 1991 года появился сын – Купер Брэдфорд Хефнер. С 2000 года Хью Хефнер жил в своём особняке с 7 девушками в возрасте от 18 до 28 лет.
В декабре 2010 года было объявлено о помолвке Хефнера и 25-летней модели Playboy Кристал Харрис. Свадьба должна была состояться 18 июня 2011 года. Однако 14 июня 2011 года Хефнер в своём микроблоге в Twitter сообщил, что свадьба отменяется. 31 декабря 2012 года он всё-таки женился на Кристал Харрис.
В 1968, 2002, 2009—2011 годах снялся в рекламных роликах курительной трубки, джина, водки и пива, где сыграл самого себя.
27 сентября 2017 года умер в возрасте 91 года. Представители Playboy уточнили, что смерть наступила от «естественных причин». Согласно пунктам брачного договора, молодая жена издателя Кристал не получит наследство Хефнера, но он купил ей дом за 5 млн долларов и оставил все её украшения. Похоронен в Мемориальном парке Вествуд рядом с могилой Мэрилин Монро.

## Киновоплощения
- 1983 — Клифф Робертсон («Звезда-80»)
- 2013 — Джеймс Франко («Лавлэйс»)
- 2022 — Майк Сили («Пэм и Томми»).